# Triftong
Triftonger består av tre vokaler uttalade i samma stavelse. Återfinns i ett fåtal svenska ord (Uruguay eller mjau) men i högre grad i gotländska och blekingska - till exempel miour - "mor", biuok - "bok", Staåu - "Stad". Triftonger hittar man t.ex. i karelskan men ej i finskan.